# Jane Benzaquen
Pour les articles homonymes, voir Benzaquen.
Jane Benzaquen, également connue sous les noms de Jane Jossart est une femme belgo-israélienne née en 1953.  Elle affirme être la fille cachée du roi Hassan II du Maroc, et mène une bataille judiciaire pour faire reconnaître sa filiation avec l'ancien monarque.

## Biographie
Jane Benzaquen est née le 14 novembre 1953 sous le nom de Jane Jossart. Elle a un demi-frère aîné, prénommé Joseph Jossart.
D’après Jane Benzaquen, sa mère, Freha Benzaquen, décédée en 1996,,, aurait entretenu une relation avec Hassan II entre 1951 et 1953, alors qu'il n'était pas encore roi du Maroc.
À partir de 2019, elle introduit une requête auprès de la justice belge. Pour appuyer ses affirmations, elle se base notamment sur des tests ADN indiquant qu’elle n’a “pas d’ascendance européenne occidentale”, mais des origines en Afrique du Nord et au Moyen-Orient.

## Procédures judiciaires
En 2019, Jane Benzaquen engage une procédure judiciaire en Belgique visant à contester la paternité légalement établie de Raoul Jossart,,.
En 2021, le tribunal de la famille en Belgique reconnaît que Raoul Jossart n’est pas son père biologique et ordonne que Jane Benzaquen porte désormais le nom patronymique de sa mère,,,.
En 2022, Jane Benzaquen engage une action en recherche de paternité afin d’être reconnue comme la fille biologique du roi Hassan II du Maroc, sollicitant notamment des tests ADN auprès des membres de la famille royale marocaine,,,.
Elle déclare publiquement sa volonté de se soumettre à une analyse génétique et invite les membres de la famille royale à faire de même,,.
Alors que Jane Benzaquen a engagé une procédure civile pour établir son identité biologique, le Royaume du Maroc a ouvert une procédure pénale à son encontre pour des faits présumés de faux, usage de faux, escroquerie et tentative d'escroquerie,,,.
À ce jour, l'instruction pénale est toujours en cours et aucune décision judiciaire définitive n'a été rendue.

## Réactions et médiatisation
Bien que les contextes juridiques et les éléments factuels diffèrent considérablement entre les deux affaires, certains médias ont tenté de rapprocher la démarche de Jane Benzaquen de celle de  Delphine Boël — reconnue légalement comme la fille du roi Albert II de Belgique à l’issue d’une longue procédure judiciaire. Ce parallèle repose principalement sur le fait que les deux femmes ont été représentées par le même avocat.